# 23-та танкова дивизия (Вермахт)
23-та танкова дивизия е една от танковите дивизии на Вермахта по време на Втората световна война.

## История
23-та танкова дивизия е сформирана през октомври 1941 г. във Франция. През март 1942 г. е изпратена на Източния фронт, където става част от група армии „Юг“. Участва в боевете за превземането на Харков. Достига река Терек като част от авангарда на германското настъпление в Кавказ. През ноември 1942 г. дивизията е прехвърлена на север към Сталинград, но успява да избегне обкръжение. През лятото на 1943 г. участва в защитните боеве край река Днепър, а по време на отстъплението понася тежки загуби. През лятото на 1944 г. се възстановява в Полша, а през септември същата година участва в боевете там. През октомври е прехвърлена в Унгария, където участва в боевете край Дебрецен. През януари 1945 г. участва в боевете при предмостието край Баранов. В края на войната дивизията е унищожена от Червената армия.

## Командири
- Генерал-лейтенант Ханс фон Бойнебург-Ленгсфелд – (25 септември 1941 – 16 ноември 1941 г.)
- Генерал-майор Хайнц-Йоахим Вернер-Еренфойхт – (16 ноември 1941 – 22 ноември 1941 г.)
- Генерал-лейтенант Ханс фон Бойнебург-Ленгсфелд – (22 ноември 1941 – 20 юли 1942 г.)
- Генерал-майор Ервин Мак – (20 юли 1942 – 26 август 1942 г.)
- Генерал-лейтенант Ханс фон Бойнебург-Ленгсфелд – (26 август 1942 – 26 декември 1942 г.)
- Генерал на танковите войски Николаус фон Ворман – (26 декември 1942 – 25 октомври 1943 г.)
- Генерал-майор Евалд Крабер – (25 октомври 1943 – 1 ноември 1943 г.)
- Генерал-майор Хайнц-Йоахим Вернер-Еренфойхт – (1 ноември 1943 – 18 ноември 1943 г.)
- Генерал-майор Евалд Крабер – (18 ноември 1943 – 9 юни 1944 г.)
- Генерал-лейтенант Йозеф фон Радовиц – (9 юни 1944 – 8 май 1945 г.)

## Носители на награди
- Носители на значка за близък бой, златна (11)
- Носители на свидетелство за похвала от главнокомандващия на армията (15)
- Носители на Германски кръст, златен (121)
- Носители на Германски кръст, сребърен (5)
- Носители на почетна кръгла тока на сухопътните части (27)
- Носители на Рицарски кръст (31, включително един непотвърден)
- Носители на Рицарски кръст и Орден за военни заслуги с мечове (1)